# Schafberg (bergstopp i Schweiz, Fribourg)
Schafberg är en bergstopp i Schweiz.   Den ligger i distriktet Sense och kantonen Fribourg, i den centrala delen av landet, 40 km söder om huvudstaden Bern. Toppen på Schafberg är 2 239 meter över havet.
Terrängen runt Schafberg är kuperad åt nordväst, men åt sydost är den bergig. Närmaste större samhälle är Saanen, 16,9 km söder om Schafberg. 
I omgivningarna runt Schafberg växer i huvudsak blandskog. Runt Schafberg är det ganska glesbefolkat, med 29 invånare per kvadratkilometer.